# René Choppin
René Choppin, latinisé en Renatus Choppinus, sieur d'Arnouville, né en mai 1537 à Le Bailleul et mort le 2 février 1606 à Paris, est un jurisconsulte français, avocat à la Cour au parlement de Paris, érudit et poète.

## Biographie
René Choppin naît « dans les derniers jours du mois de mai » de l'an 1537 à Le Bailleul, près de La Flèche, en Anjou,,. Il est le fils aîné de François Choppin et de son épouse Renée née Coussin.
Il étudie à Paris puis à Angers. Il soutient sa thèse de droit civil et économique à Orléans en 1554. Avocat, il plaide pour la première fois à Angers à l'âge de dix-sept ans. Il devient ensuite avocat au parlement de Paris et, en 1560, y plaide pour la première fois, devant la grand-chambre, contre Nicolas Duhamel, doyen des avocats. Poète, il compose Hieromachia, seu Bellum sacrum gallicum, un poème en vers latin qui paraît en 1562. Avocat du clergé, il plaide pour les chapitres de Saint-Vulfran d'Abbeville, Saint-Julien du Mans, Saint-Maurice d'Angers, Sainte-Croix d'Orléans et Saint-Pierre de Saint-Flour.
En 1564, il épouse Marie Baron,,. Elle lui apporte, en dot, le château, terre et seigneurie d'Arnouville,, en Beauce, un fief dont il acquerra la dernière portion le 4 novembre 1578, dans le cadre de la succession de sa belle-mère.
En 1574, paraît son premier traité : le de domanio Francia libri III (« Trois livres du domaine de la Couronne de France ») ; puis, l'année suivante, son traité : le de privilegiis rusticorum libri III (« Trois livres des privilèges des rustiques ») ; et, en 1577, son troisième : le de sacra Politia forensis libri III. En marque de sa reconnaissance, le roi Henri III l'anoblit.
En 1579, il participe, avec son ami Étienne Pasquier, aux Grands Jours de Poitiers,. En marge des Grands Jours, ils participent à une joute littéraire chez les dames Des Roches. En 1582, paraîtra le recueil des poèmes composés à l'occasion paraîtra : la Puce de madame Des Roches ; il comprend un poème en vers latins de Choppin.
En 1581, paraît son quatrième traité : le de legibus Andium municipalibus. Le 24 novembre de la même année, Angers lui en témoigne sa reconnaissance en le gratifiant du titre d'« échevin perpétuel » de la ville,.
Il prend le parti de la Ligue et s'emploie, avec son épouse, au service du duc Charles II de Mayenne. En 1591, il prend la défense d'un bref de Grégoire XIV contre Henri IV. En 1592, Jean Hotman lui adresse une satire sanglante : Anti-Chopinus que le conseil fait condamner au bucher.
En 1594, à l'entrée d'Henri IV dans Paris, Choppin est exilé. Mais le roi ne tarde pas à le rappeler et, la même année, Choppin fait son panégyrique.
En 1595, il se retire à Cachan où, avec les profits de sa charge et de ses livres, il avait acheté une maison située près de l'hôtel d'Anjou. Il y achève son cinquième traité : le de civilibus Parisiorum, institutis, libri III ; composé à la demande de Jean Séguier, il paraît en 1596. Son épouse prétendant descendre d'Eudes Le Maire, il revendique le privilège de Chalo-Saint-Mars qui les excepterait — son épouse et lui ainsi que leurs enfants — des tailles, aides, subsides et autres droits perçus dans le royaume pour le compte du roi et de ses vassaux,. Le 22 avril 1597, il fait vérifier ses droits ainsi que ceux de son épouse et de leurs enfants et, le 13 mai suivant, obtient des Requêtes de l'Hôtel des lettres de garde gardienne qui les déclarent tous privilégiés.
Son épouse meurt 1598. Il meurt en 1606, le 2 février, d'après son épitaphe et Jean-Papire Masson,, d'une « rétention d'urine » suivant celui-ci, ou d'une « gangrène à la vessie » suivant Pierre de l'Estoile,,. Il est inhumé, aux côtés de son épouse, en l'église Saint-Benoît-le-Bétourné,. Tous les avocats au parlement de Paris assistent, en habit de deuil, au service funèbre. Louis Dorléans compose, en honneur, seize épitaphes,.

## Œuvres

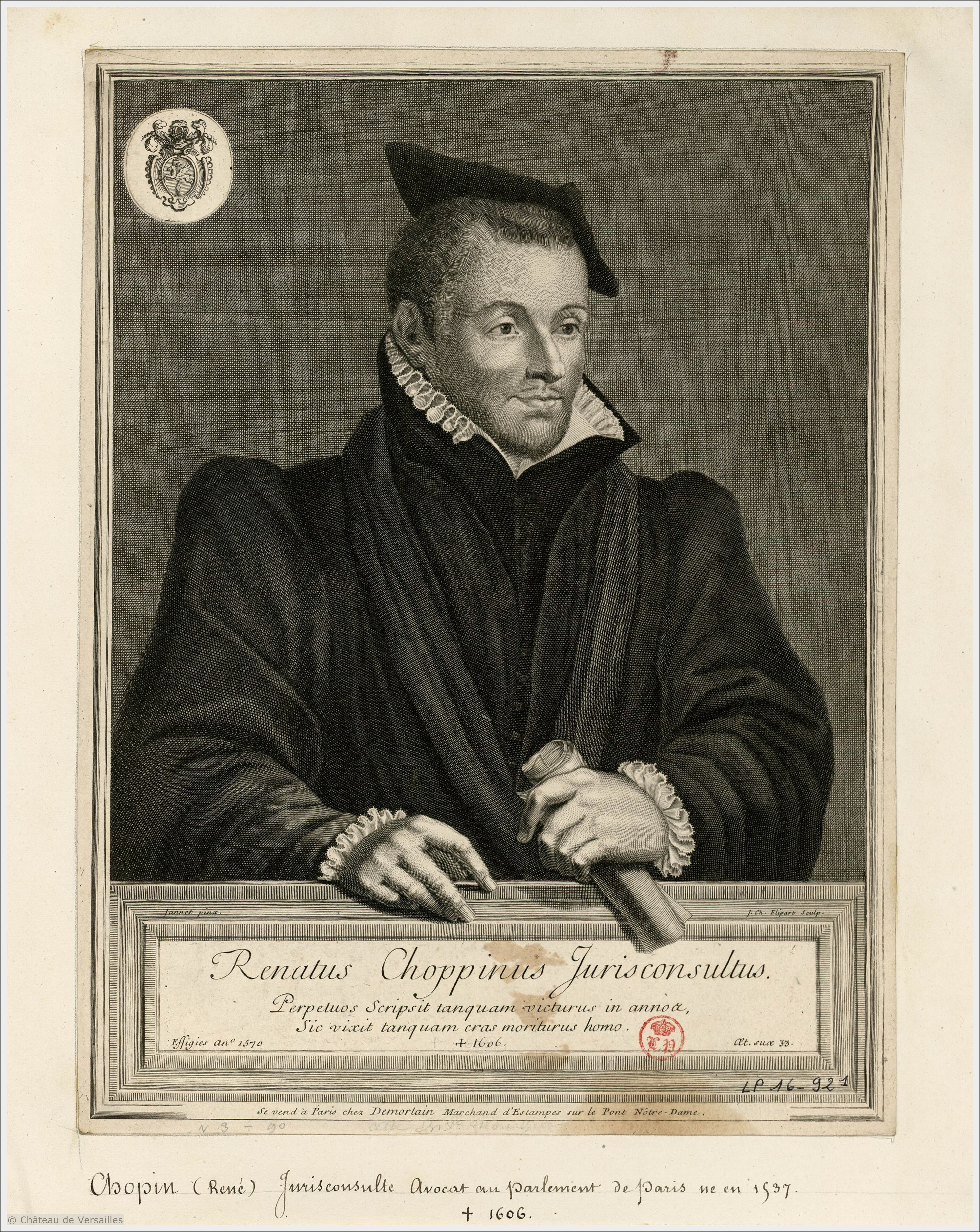
René Choppin d'Arnouville

En droit coutumier, René Choppin est l'auteur de deux commentaires : le De legibus Andium municipalibus libri III, sur la coutume d'Anjou, et le De civilibus Parisiorum moribus ac institutis libri III, sur la coutume de la prévôté et vicomté de Paris. Son Panegyricus Henrico IV, augusto Gallorum Navar. q. regi christianiss. nous est parvenu.
En droit domanial, il est l'auteur du De domanio Franciae libri III, traité sur le domaine de la Couronne de France. Il en défend l'inaliénabilité, dont le principe a été énoncé par l'édit de Moulins de février 1536. Pour ce faire, il recours à la métaphore dite du « mariage politique » du roi et de la République, introduite par Lucas de Penna. Il associe l'inaliénabilité domaniale à l'inaliénabilité dotale, tirée de la lex Julia figurant dans le Digeste et dans le Code.
- De privilegiis rusticorum libri III,
- De sacra politia forensi libri III,
- Monasticon, seu de jure coenobitarum libri II.